# Sigritzau
Sigritzau ist ein Gemeindeteil der Großen Kreisstadt Forchheim im Landkreis Forchheim (Oberfranken, Bayern).

## Geografie
Der im Erlanger Albvorland gelegene Weiler Sigritzau befindet sich etwa drei Kilometer südöstlich des Ortszentrums von Forchheim auf einer Höhe von 265 m ü. NHN.

## Geschichte
Archäologische Funde bei Sigritzau lassen darauf schließen, dass sich nahe der Ortschaft bereits in der mittleren Steinzeit menschliche Ansiedlungen befunden hatten. Zum ersten Mal schriftlich erwähnt wurde Sigritzau im Jahr 1228 mit dem Namen „Sigehardesawe“, wobei das Bestimmungswort auf den Personennamen Sigehard im Genitiv Singular zurückgeht. Das Grundwort des Ortsnamens hat die Bedeutung von Insel (althochdeutsch ouwa) bzw. Wasser, Strom, von Wasser umflossenes Land, wasserreiches Wiesenland (mittelhochdeutsch ouwe). Entsprechend der vorherrschenden landschaftlichen Gegebenheiten um den Weiler ist wohl wasserreiches Wiesenland die treffendste Zustandsbeschreibung.
Die schriftliche Erwähnung im Jahr 1228 fand bei der Beurkundung einer testamentarischen Verfügung statt, bei der der bambergische Ministeriale Herdegen von Wiesenthau seinen Besitz unter bestimmten Voraussetzungen dem Kloster Michelsberg vermachte. Zu diesem Besitz gehörte  auch eine curtem, die einem Hof entsprach.
Bis zum Beginn des 19. Jahrhunderts lag Sigritzau im Hochgerichtsbezirk des zum Hochstift Bamberg gehörenden Amtes Forchheim, das als Centamt die Hochgerichtsbarkeit im Ort ausübte. Als das Hochstift Bamberg infolge des Reichsdeputationshauptschlusses 1802/03 säkularisiert und unter Bruch der Reichsverfassung vom Kurfürstentum Pfalz-Baiern annektiert wurde, wurde Sigritzau Bestandteil der bei der „napoleonischen Flurbereinigung“ in Besitz genommenen neubayerischen Gebiete.
Durch die Verwaltungsreformen im Königreich Bayern zu Beginn des 19. Jahrhunderts wurde Sigritzau mit dem Zweiten Gemeindeedikt 1818 Teil der Ruralgemeinde Kersbach. Mit der Gebietsreform in Bayern wurde Sigritzau am 1. Januar 1978 zusammen mit der Gemeinde Kersbach in die Stadt Forchheim eingegliedert.

## Verkehr
Eine von der Kreisstraße FO 8 abzweigende Stichstraße bindet Sigritzau an das Straßenverkehrsnetz an. Vom ÖPNV wird der Weiler direkt nicht bedient, die nächstgelegene Bushaltestelle liegt einige hundert Meter südwestlich des Ortes an der FO 8. Etwa einen Kilometer östlich von Sigritzau befindet sich der Haltepunkt Pinzberg an der Wiesenttalbahn.

## Baudenkmäler

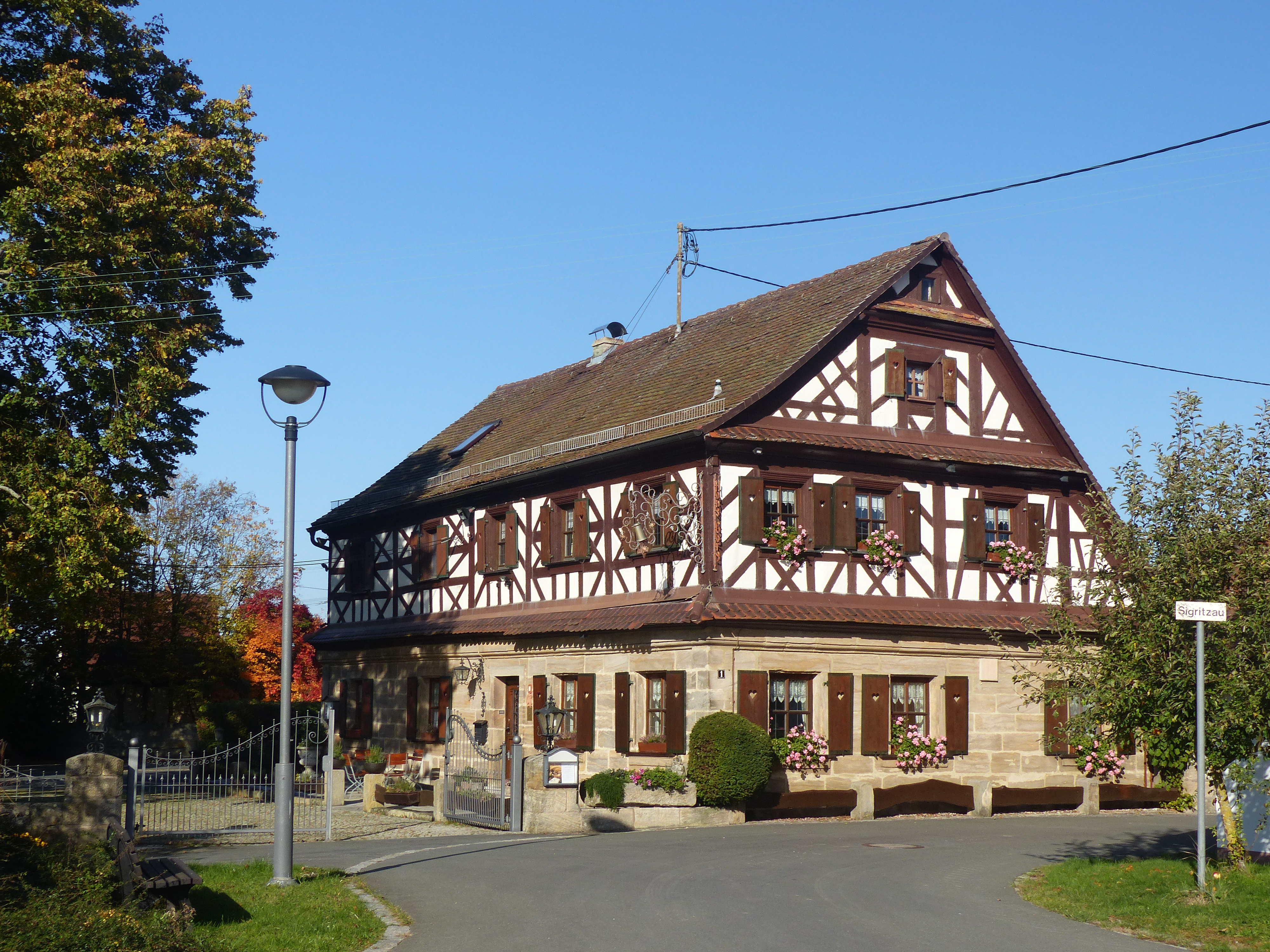
Denkmalgeschütztes Gasthaus

In Sigritzau befinden sich mehrere denkmalgeschützte Objekte, darunter ein Gasthaus und ein Wegkreuz aus der ersten Hälfte des 19. Jahrhunderts.